# تفجير زاخو 1995
في الساعة 8:18 من صباح يوم 27 شباط/فبراير 1995، الموافق 27 رمضان 1415، انفجرت سيارة مفخخة في مدينة زاخو العراقية، والتي تبعد 12 ميلًا عن الحدود التركية في محافظة دهوك، الواقعة في إقليم كردستان العراق. حدث ذلك خلال الحرب الأهلية في كردستان العراق، والتي بدأت قبل تسعة أشهر من التفجير. صُنعَت القنبلة من 330 رطلًا من الديناميت، وانفجرت بينما كانت السيارة (سيارة أجرة) خارج مقهى يقع في سوق مزدحم. قُتل 100 شخص وجُرح 150. ويُشتبه بأن العملية كانت من تدبير الاتحاد الوطني الكردستاني.